# Antartide Brasiliana

La zona di interesse antartica del Brasile

Antartide Brasiliana (Antártida Brasileira in portoghese) è il territorio antartico a sud del parallelo 60°S compreso tra i meridiani 28°W e 53°W, proposto come propria "zona di interesse" dal Brasile.

## La teoria della prospicienza
Formalmente il Brasile non si contrappone alle rivendicazioni territoriali di Argentina e Gran Bretagna, che insistono sullo stesso territorio, ma aderendo al Trattato Antartico, il 16 maggio 1975, espresse le proprie riserve e fece propria la Teoria della prospicienza, proposta per la prima volta dalla studiosa brasiliana di geopolitica Therezinha de Castro nel suo libro "Antártica: Teoria da Defrontação".
Tale teoria prevede la delimitazione e assegnazione dei territori antartici utilizzando i meridiani e, pertanto legittimerebbe rivendicazioni non solo da parte di Argentina e Cile, ma anche da parte del Brasile e di altri tre Stati sudamericani: Perù, Ecuador e Uruguay.

## Programma antartico brasiliano

In evidenza il territorio del Brasile con le sue isole atlantiche e la sua rivendicazione antartica

Al di fuori della zona di interesse, il Brasile mantiene in Antartide una base permanente di ricerca: la stazione antartica comandante Ferraz nell'Isola di re Giorgio (Isole Shetland Meridionali) 62°08′S 58°40′W.